# Hansenocaris tentaculata
Hansenocaris tentaculata is een kreeftachtigensoort. De wetenschappelijke naam van de soort is voor het eerst geldig gepubliceerd in 1986 door Îto.